# Skogshuldrespindel
Skogshuldrespindel (Micrargus herbigradus) är en spindelart som först beskrevs av John Blackwall 1854.  Skogshuldrespindel ingår i släktet Micrargus och familjen täckvävarspindlar. Arten är reproducerande i Sverige. Inga underarter finns listade i Catalogue of Life.